# Нелидов, Дмитрий Александрович
Дми́трий Алекса́ндрович Нели́дов (19 марта 1863, Мюнхен — 6 февраля 1935, Париж, Франция) — русский дипломат, посланник в Бельгии во время Первой мировой войны.

## Биография
Из древнего дворянского рода Нелидовых. Сын дипломата Александра Ивановича Нелидова и княжны Ольги Дмитриевны Хилковой.
Окончил Катковский лицей (1881).
Занимал дипломатические должности в Париже, Константинополе и Будапеште. Служил секретарём консульства в Токио, министр-резидентом в Ватикане (1912—1916). Имел чин камергера Высочайшего двора.
10 марта 1916 года был назначен посланником в Бельгию, занимал этот пост вплоть до Октябрьской революции.
После революции остался в Бельгии, позднее переехал во Францию. В 1920-е годы состоял казначеем и членом приходского совета собора Александра Невского в Париже. Коллекционировал предметы древнего церковного искусства.

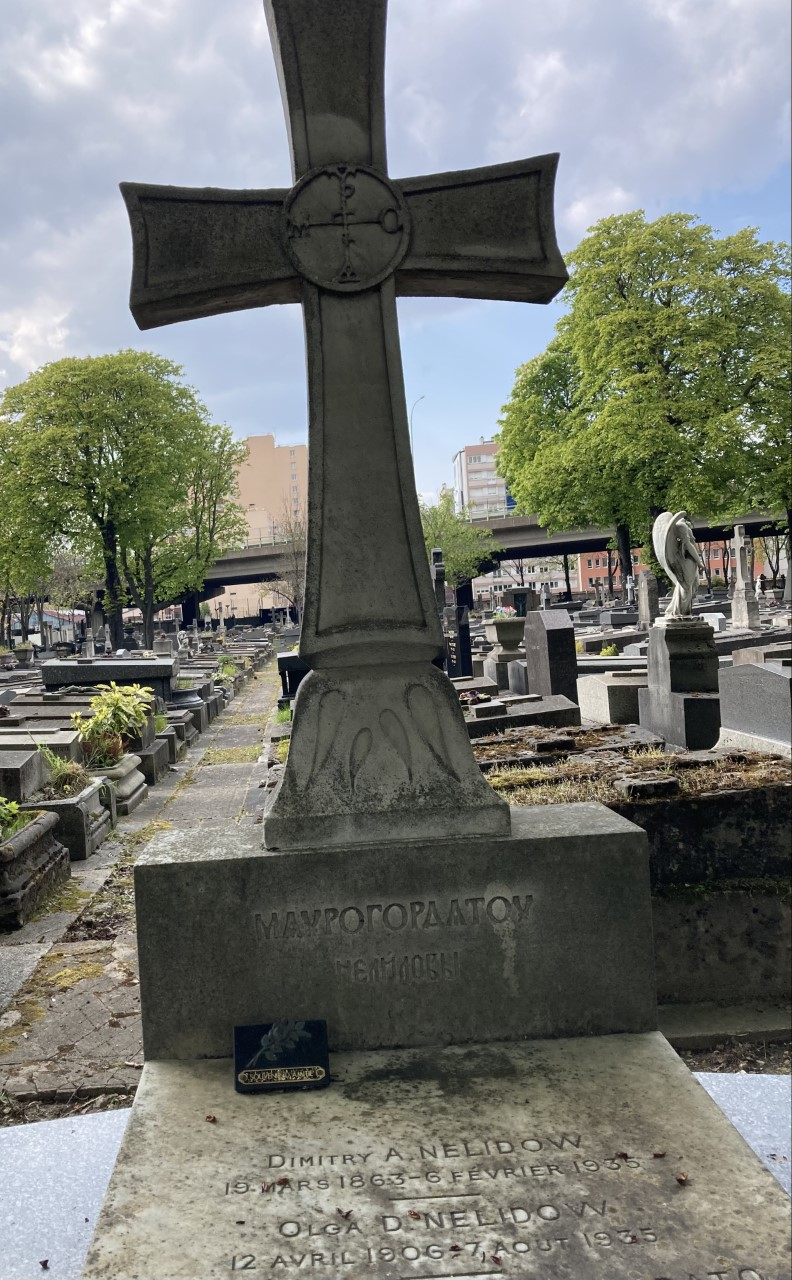
Могила.

Скончался 6 февраля 1935 года в Париже. Похоронен на кладбище Батиньоль.

## Семья
- Жена — Александра Федоровна Маврокордато (1880–1970).
- Сын — Александр (Нелидов) (1907–1975), религиозный деятель, архимандрит, переводчик, служил в парижском соборе Александра Невского.
- Дочь — Ольга (1906–1935)[2]